# Kenton Showcase: The Music of Bill Holman
| Recensione | Giudizio |
| ---------- | -------- |
| AllMusic   |          |

Kenton Showcase: The Music of Bill Holman è un album a nome della Stan Kenton and His Orchestra, pubblicato dalla casa discografica Capitol Records nell'agosto 1954.

## Tracce

### LP
Lato A
Musiche di Bill Holman.
1. Bags – 3:04 – Registrato il 28 gennaio 1953 al Capitol Studios, Hollywood, California
2. Hav-A-Havana – 2:50 – Registrato il 2 marzo 1954 al Capitol Studios, Hollywood, California
3. Solo for Buddy – 2:47 – Registrato il 2 marzo 1954 al Capitol Studios, Hollywood, California
4. The Opener – 3:00 – Registrato il 2 marzo 1954 al Capitol Studios, Hollywood, California

Lato B
Musiche di Bill Holman.
1. Fearless Finlay – 3:04 – Registrato il 2 marzo 1954 al Capitol Studios, Hollywood, California
2. Theme and Variations – 2:43 – Registrato il 9 luglio 1953 al Universal Recording Studios, Chicago, Illinois
3. In Lighter Vein – 2:40 – Registrato il 1º marzo 1954 al Capitol Studios di Hollywood, California
4. King Fish – 3:06 – Registrato il 2 marzo 1954 al Capitol Studios, Hollywood, California

- Durata tracce (non accreditate sull'album Capitol Records, H-526), ricavate dal CD pubblicato nel 2000 dalla Capitol Jazz Records, 7243 5 25244 2 6

## Musicisti
Bags
- Stan Kenton – piano, conduttore orchestra
- Buddy Childers, Maynard Ferguson, Conte Candoli, Don Dennis, Ruben, McFall -  tromba
- Bob Burgess, Bill Russo, Keith Moon, Frank Rosolino - trombone
- George Roberts – trombone basso
- Lee Konitz Vinnie Dean – sassofono alto
- Bill Holman – sassofono tenore, arrangiatore, Richie Kamuca – sassofono tenore, Bob Gioga – sassofono baritono
- Sal Salvador – chitarra, Don Bagley – contrabbasso, Stan Levey – batteria

Hav-A-Havana / Solo for Buddy / The Opener / Fearless Finlay / King Fish
- Stan Kenton – piano, conduttore orchestra, Bill Holman – arrangiamenti
- Buddy Childers, Vic Minichiello, Sam Noto, Stu Williamson, Don Smith – tromba
- Milt Gold, Bob Fitzpatrick, Frank Rosolino, Joe Giavardone – trombone, George Roberts – trombone basso
- Dave Schildkraut, Charlie Mariano – sassofono alto, Bill Perkins, Mike Cicchetti – sassofono tenore, Tony Ferina – sassofono baritono
- Bob Lesher – chitarra, Don Bagley – contrabbasso, Stan Levey – batteria

Theme and Variations
- Stan Kenton – piano, conduttore orchestra, Bill Holman – arrangiamenti
- Buddy Childers, Ernie Royal, Conte Candol, Don Dennis, Don Smith – tromba
- Bob Burgess, Frank Rosolino .Tommy Shepard, Keith Moon – trombone, George Roberts – trombone basso
- Lee Konitz, Don Carone – sassofono alto, Zoot Sims, Ed Wasserman – sassofono tenore, Tony Ferina – sassofono baritono
- Sal Salvador – chitarra, Don Bagley – contrabbasso, Stan Levey – batteria[4]

In Lighter Vein
- Stan Kenton – piano, conduttore orchestra, Bill Holman – arrangiamenti
- Buddy Childers, Vic Minichiello, Sam Noto, Stu Williamson, Don Smith – tromba
- Milt Gold, Bob Fitzpatrick, Frank Rosolino, Joe Giavardone – trombone, George Roberts – trombone basso
- Lee Konitz, Dave Schildkraut, Charlie Mariano – sassofono alto, Bill Perkins, Mike Cicchetti – sassofono tenore, Tony Ferina – sassofono baritono
- Bob Lesher – chitarra, Don Bagley – contrabbasso, Stan Levey – batteria[5]